# Liga de la Costa del Pacífico 1946-47
La Temporada 1946-47 de la Liga de la Costa del Pacífico fue la 2.ª edición  y comenzó el 19 de octubre de 1946. 
En este segundo año de vida del joven circuito, un fuerte trabajo de gabinete estuvo realizándose antes de abrir la campaña a fin de presentar una mejor competencia. Esta temporada la Liga contó con un nuevo presidente, el Ing. Constantino Haza Peralta. 
Los partidos inaugurales comenzaron el día sábado 19 de octubre de 1946, Hermosillo visitando a Guaymas y Mazatlán a Culiacán.
La temporada finalizó el 16 de febrero de 1947, los Queliteros de Hermosillo lograron su primer campeonato en el béisbol profesional al terminar en la primera posición del standing.

## Sistema de competencia
Se estableció el sistema de competencia de "todos contra todos", se programó un calendario corrido sin vueltas, jugando 18 series, resultando campeón el equipo con mayor porcentaje de ganados y perdidos (primera posición). 

### Calendario
- Número de Series: 3 series en casa x 3 equipos = 9 series + 9 series de visita = 18 series
- Número de Juegos: 18 series x 3 juegos = 54 juegos

## Equipos participantes
| Liga de la Costa del Pacífico 1946-47 |           |               |                    |                         |           |
| Equipo                                | Fundación | Mánager       | Ciudad             | Estadio                 | Capacidad |
| Ostioneros de Guaymas                 | 1945      | Ezequiel Cruz | Guaymas, Sonora    | "Abelardo L. Rodríguez" | 5,000     |
| Queliteros de Hermosillo              | 1944      | Art Lilly     | Hermosillo, Sonora | Fernando M. Ortiz       | 5,000     |
| Tacuarineros de Culiacán              | 1945      | Manuel Arroyo | Culiacán, Sinaloa  | Universitario           | 2,500     |
| Venados de Mazatlán                   | 1945      | Manuel Fortes | Mazatlán, Sinaloa  | Mazatlán                | ***       |

## Juego de Estrellas
La 2.ª edición del juego de estrellas de la Liga de la Costa del Pacífico, fue celebrado el 5 de febrero de 1947 y se llevó a cabo en el estadio Universitario, en la ciudad de Culiacán, la selección de Sinaloa derrota a la de Sonora por marcador de 2-1.

## Standing
| Equipos                  | JJ | JG | JP | JE | PCT  | JV   |
| ------------------------ | -- | -- | -- | -- | ---- | ---- |
| Queliteros de Hermosillo | 57 | 33 | 21 | 3  | .611 | -    |
| Ostioneros de Guaymas    | 58 | 31 | 23 | 4  | .574 | 2.0  |
| Venados de Mazatlán      | 55 | 26 | 26 | 3  | .500 | 6.0  |
| Tacuarineros de Culiacán | 54 | 16 | 36 | 2  | .308 | 16.0 |

| Campeón |

Nota: El equipo campeón se definió por la primera posición en el standing.

## Cuadro de Honor
| Equipos                  | Posición   |
| ------------------------ | ---------- |
| Queliteros de Hermosillo | Campeón    |
| Ostioneros de Guaymas    | Subcampeón |
| Venados de Mazatlán      | 3° Lugar   |
| Tacuarineros de Culiacán | 4° Lugar   |

## Designaciones
A continuación se muestran a los jugadores más valiosos de la temporada.
| Designación         | Ganador           | Equipo                   |
| ------------------- | ----------------- | ------------------------ |
| Jugador Más Valioso | Manuel Echeverría | Queliteros de Hermosillo |